# Військові поселення

Креслення будинку військового поселення з автографом Аракчеєва

Військові поселення — особлива система організації війська в Росії, яка поєднувала військову службу з сільськогосподарською працею. Існувала у 1817—1857 роках.

## Історія

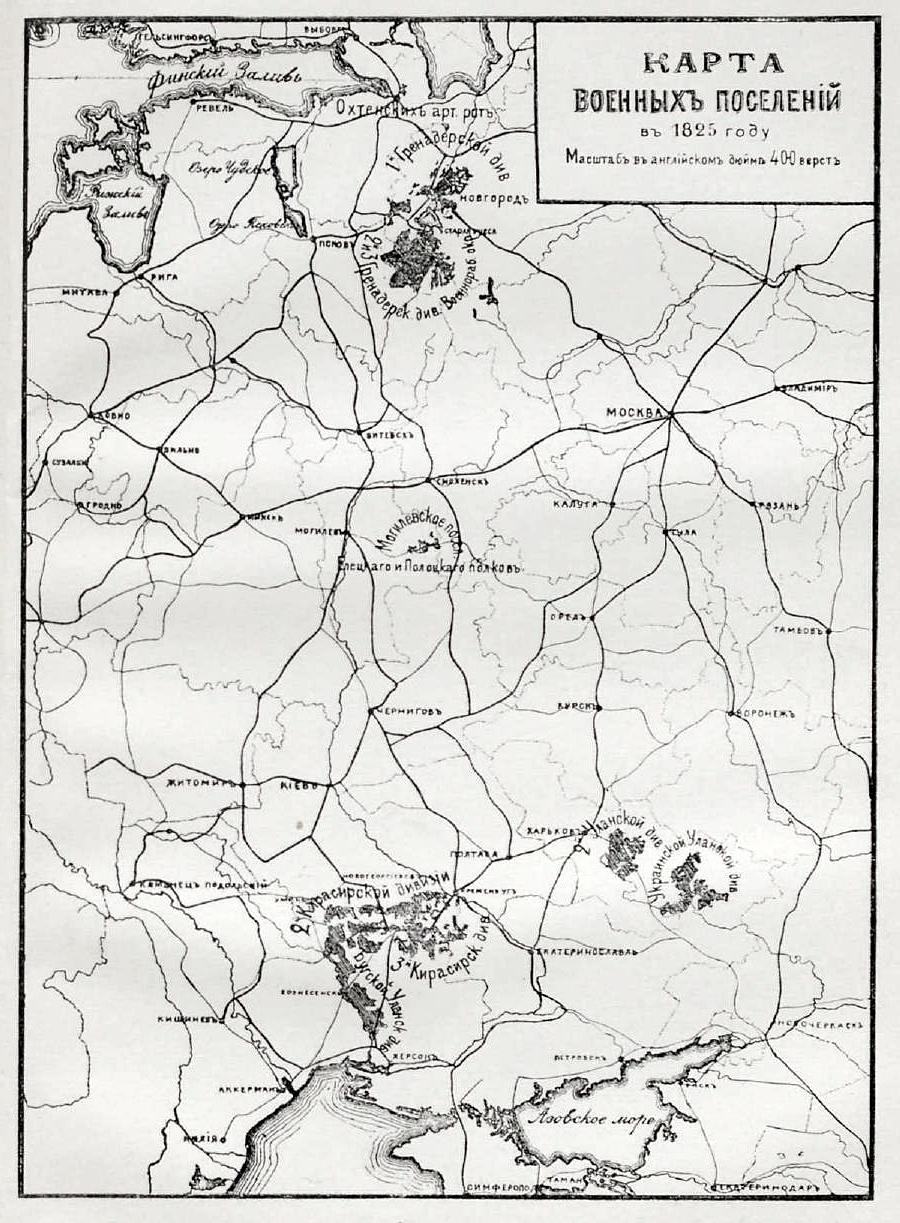
Військові поселення (1825)

В Російській імперії військові поселення з'явилися у 1817 році. Вони створювалися на казенних землях Петербурзької, Новгородської, Могильовської, Слободсько-Української, Херсонської, Катеринославської та інших губерній. Створюючи поселення, уряд прагнув скоротити військові витрати та ліквідувати рекрутські набори. Ініціатором військових поселень був імператор Олександр I. Перші військові поселення були створені в 1810–1812 роках у Могилевскій губернії. В 1816 р. створення військових поселень було доручено О. А. Аракчеєву, з 1817 р. він був призначений офіційним начальником військових поселень. Протягом 10 років у корпус військових поселень було зараховано 160 батальйонів, 24 ескадрони і кілька рот: усього 375 тис. осіб.
Військові поселення формувалися із сімейних солдатів, що прослужили не менш 6 років в армії, і місцевих жителів — чоловіків, головним чином, селян у віці від 18 до 45 років, що володіли власним майном. Всі вони іменувалися селянами-господарями. Діти селян-господарів зараховувалися до кантоністів, а з 18 років переводилися у військові частини. Після досягнення 45 років поселенці йшли у відставку, але продовжували нести службу у шпиталях і по господарству. Місцеві мешканці, що не увійшли до складу війська, але підходили за віком і були придатні до служби, зараховувалися в помічники господарів  та у резервні військові підрозділи. Типове військове поселення на роту (228 осіб) складалося з 60 будинків, у кожному з яких проживали 4 родини з нерозділеним господарством. 4 роти становили батальйон, полк становив округ. Разом з регулярним військовим навчанням, несенням вартової служби поселенці займалися сільським господарством, а також працювали на каменоломнях, порохових і лісопильних заводах. Військові селяни звільнялися від всіх податків і повинностей, від стройової служби, але зобов'язані були постачати продовольством регулярну армію. Для них будувалися типові будинки з господарськими будівлями, вони одержували худобу та інвентар. Земельні наділи селян становили: у піхоті — 6,5 десятин ріллі, у кавалерії — від 36 до 52 десятин. Життя військових поселенців і їх родин суворо регламентувалося. Вони зобов'язані були носити видану військову форму, жити та працювати за затвердженим розпорядком.
Створення військових поселень було сприйнято селянами як спроба нового поневолювання, що приводило до повстань. У липні 1819 р. повстав Чугуївський полк, а в липні 1831 р. біля Старої Русси відбувся один з найбільших солдатських бунтів, що поширився на більшість військових поселень Новгородської губернії.
В 1857 р. військові поселення в Російській імперії були скасовані.

### Військові поселення в Україні
Військові поселення в Україні з'явилися 1817 у кількох повітах Слобідсько-Української губернії та Херсонської губернії. Наприкінці 1825 на всій території Російської імперії поселено 12 гренадерських полків та 2 гарматних у Новгородській, 6 піхотних у Могилівській, 16 кінних у Слобідсько-Українській, Катеринославській та Херсонській губерніях, пізніше військові поселення були поширені на Київську та Подільську губернії. 1850 на становищі військових поселенців перебувало понад 645 тис. жителів України. На час ліквідації військових поселень 1857 вони займали понад 2,3 млн десятин землі. Поширення військових поселень в Україні було пов'язане з ім'ям графа І.Вітта. Підневільне становище мешканців військових поселень спричинило Постання бузьких козаків (1817), Чугуївське повстання (1819), Шебелинське повстання (1829) та ін. Розв'язання проблеми збільшення військової сили імперії шляхом поєднання військової служби з одночасним господарюванням зазнало краху. Військові поселення ліквідовано як такі, що не виправдали сподівань, а поселенців переведено до стану державних селян.

## Переписи
Частина південних повітів Харківської (Української) губернії (з переважним числом не поміщицьких селян: однодворців та військових обивателів черкас) у 1820-х р.р. була вилучена з ведення Харківської Казенної Плати та підпорядкована Військовому Відомству (Департаменту військових поселень). З цієї причини на деякі південні повіти немає загальнодержавних ревізій 1835, 1850 р.р., так само як на округи (полки) Новоросійської, Київської та Подільської губерній. Проте Військове відомство проводило свої аналоги переписів в округах військових поселень. Дані перепису являють посімейні списки із зазначенням матеріально-господарського становища кожної сім'ї військових поселян із головою двору господарем. Великий масив цих переписів зберігся і знаходиться у ЦДІАК (м. Київ), куди було передано у 1930-х р.р. з РРФСР.